# Гомес, Хуан Луис
Хуан Луис Гомес Лопес более известный как Хуанлу (исп. Juan Luis Gómez López (Juanlu); 8 мая 1986 год, Малага, Испания) — испанский футболист, полузащитник.

## Биография
Родился в андалусийском городе Малага, в детстве занимался в футбольной школе «Дон-Бенито». После окончания которой Хуанлу начал свою карьеру в любительском клубе «Мармол Макаэль». В 2002 году он перебрался в клуб испанской Сегунды «Альмерия», за которую он провёл 38 матчей, в которых забив семь голов. За время работы в клубе из Андалусии, он также на правах аренды выступал у клубе Сегунды Б «Аликанте», где он за полгода отыграл 15 матчей, и отличился один раз. В сезона 2004-05 Хуанлу перебрался в клуб испанской Примеры «Нумансия», за которую дебютировал 28 августа 2004 года в первом туре первенства в домашнем матче против Реал Бетиса, завершившийся ничьей 1:1. Всего же в тот сезон в Нумансии он провёл 27 матчей и забил два мяча, а сама «Нумансия» покинула элитный дивизион. После чего он в 2005 году перешёл в «Реал Бетис», своему переходу в клуб из Наварры Хуанлу был счастлив, в частности он заявил: 

«Я счастлив, потому что эта сделка хороша для всех, особенно для меня, потому что я присоединился к команде, которая выступает в квалификационном раунде Лиге чемпионов.»— UEFA.com
 В сезон он нередко выходил в матчах еврокубков, проведя шесть матчей и забив два мяча, один из которых в ответном матче четвертьфинального матча Кубка УЕФА против леверкузенского «Байера-04»). Однако в следующем сезоне он был отдан в аренду в «Альбасете», где доигрывал сезон 2005/06январь-июнь 2006 года, после чего он вновь был отдан в аренду, на сей раз в «Осасуну», в которой выступал в сезоне 2006/2007. В июле 2007 года, опять же на правах аренды, он перешёл в другой клуб Сегунды в «Кордова». Он забил пять голов в течение сезона, а «Кордова» едва избежать вылета. Он вернулся в «Бетис» в июле 2008 года, и ему заявили, чтобы он начал искать себе новый клуб. После чего он находился год вне футбола, он проходил тренировки с «Бетисом», но не был заявлен за клуб из Андалусии не на одном из турнирах, и 12 июня 2009 года по обоюдному согласию контракт с «Бетисом» был разорван. Затем, 28 июля того же года, он переехал в Леванте UD , подписав однолетний контракт. В своем первом сезоне, Хуанлу играл как в свои лучшие профессиональные год, а клуб из ВаленсияВаленисии вернулся в Примеру через два года. Хуанлу в сезоне 2010/11 в чемпионате сыграл 28 игр, забил 3 гола, а сама же Леванте остался в Примере.. 23 октября 2011 года, он в выездной встрече с «Вильярреалом» (0:3) забил 2 мяча, а сам клуб вышел на первое место в сезоне.